# 鳥取中村
鳥取中村（とっとりなかそん）は、岡山県赤磐郡にあった村。現在の赤磐市の一部にあたる。

## 地理
砂川の中流左岸の沖積地から東方に続く丘陵地にかけて位置していた。

## 歴史
- 1889年（明治22年）6月1日、町村制の施行により、赤坂郡高屋村、上市村、正崎村、尾谷村、津崎村、神田村が合併して村制施行し、鳥取中村が発足[1][2]。旧村名を継承した高屋、上市、正崎、尾谷、津崎、神田の6大字を編成[2]。
- 1900年（明治33年）4月1日、郡の統合により赤磐郡に所属[1][2]。
- 1902年（明治35年）4月1日、赤磐郡東高月村、鳥取下村と合併し高陽村を新設して廃止された[1][2]。合併後、高陽村大字高屋・上市・正崎・尾谷・津崎・神田となる[2]。

### 地名の由来
中世の長講堂領鳥取荘に由来。

## 産業
- 農業[3]